# Cavaliere trace
Questo articolo utilizza il sistema dell'Organizzazione delle Nazioni Unite di traslitterazione dell'alfabeto cirillico (chiamato anche «sistema scientifico di traslitterazione»), il solo che costituisca una norma scientifica internazionalmente riconosciuta.

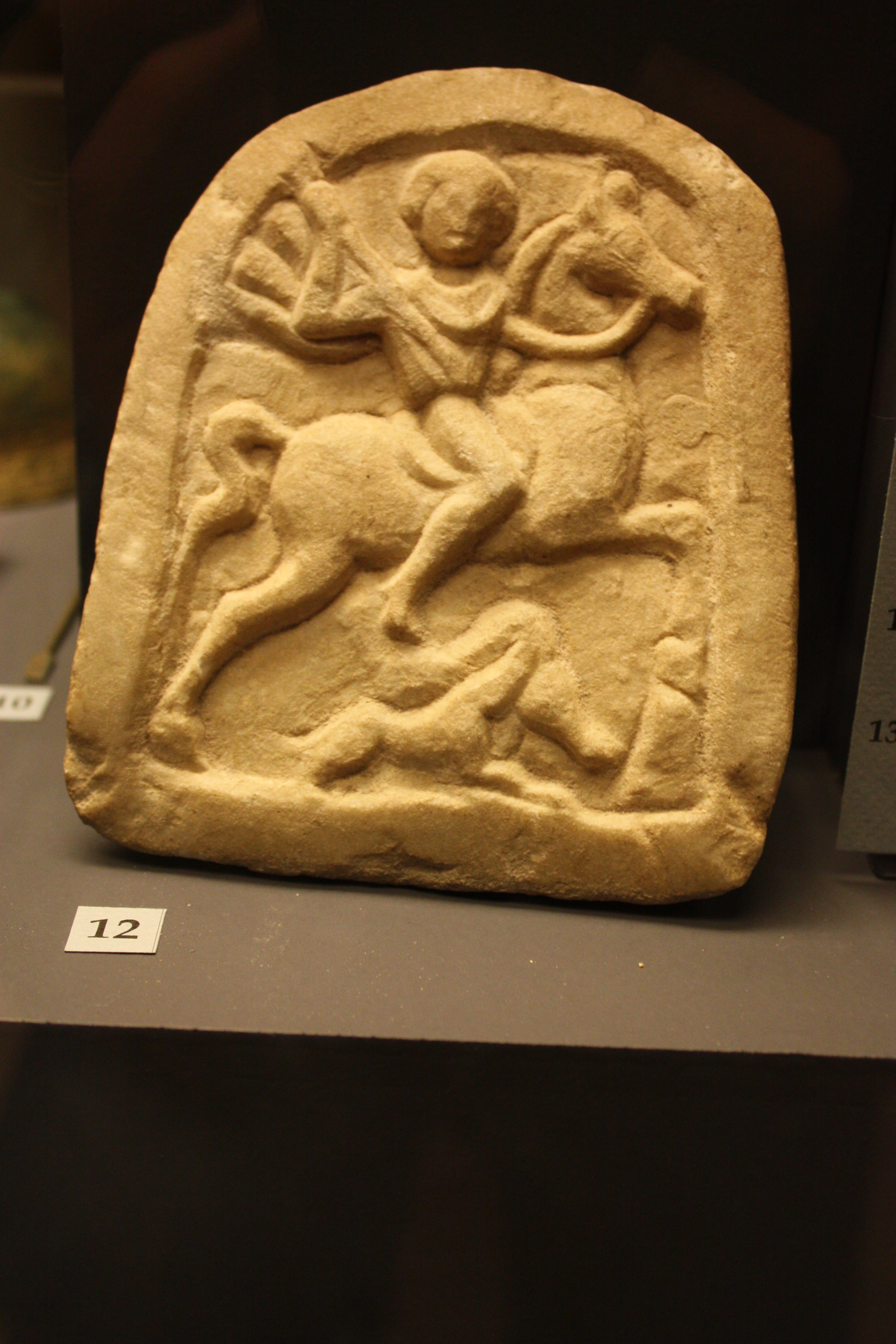
Cavaliere tracio nel Museo nazionale di storia di Sofia

Il cavaliere trace (o cavaliere tracio) è una divinità e un eroe trace spesso qualificato come cavaliere-eroe trace. Il cavaliere armato incarna un dio guerriero, rappresentato in forma stilizzata. Sono stati finora trovati più di 2.500 monumenti rappresentativi di questo culto. Il cavaliere trace era onorato in numerosi santuari traci di epoca romana (I e II secolo).
Il cavaliere trace costituisce una delle prime testimonianze della vita religiosa dei Traci. Il concetto primitivo del cavaliere che teneva lontani dai campi e dal gregge gli animali malefici, «si andò trasformando in quello di protettore della casa e dei beni della famiglia - donde è derivato l'epiteto più volte attestato di propölaios - e forse anche una specie di genio personale; si spiegherebbero in questo modo le sue funzioni funerarie». Si tratta di un culto locale, anche se subì l'influenza greca e romana. L'origine autoctona del culto del cavaliere trace è evidente quando si consideri l'origine etnica dei donatori dei monumenti e l'epiteto attribuito nelle dediche al divino cavaliere.

## Rappresentazione

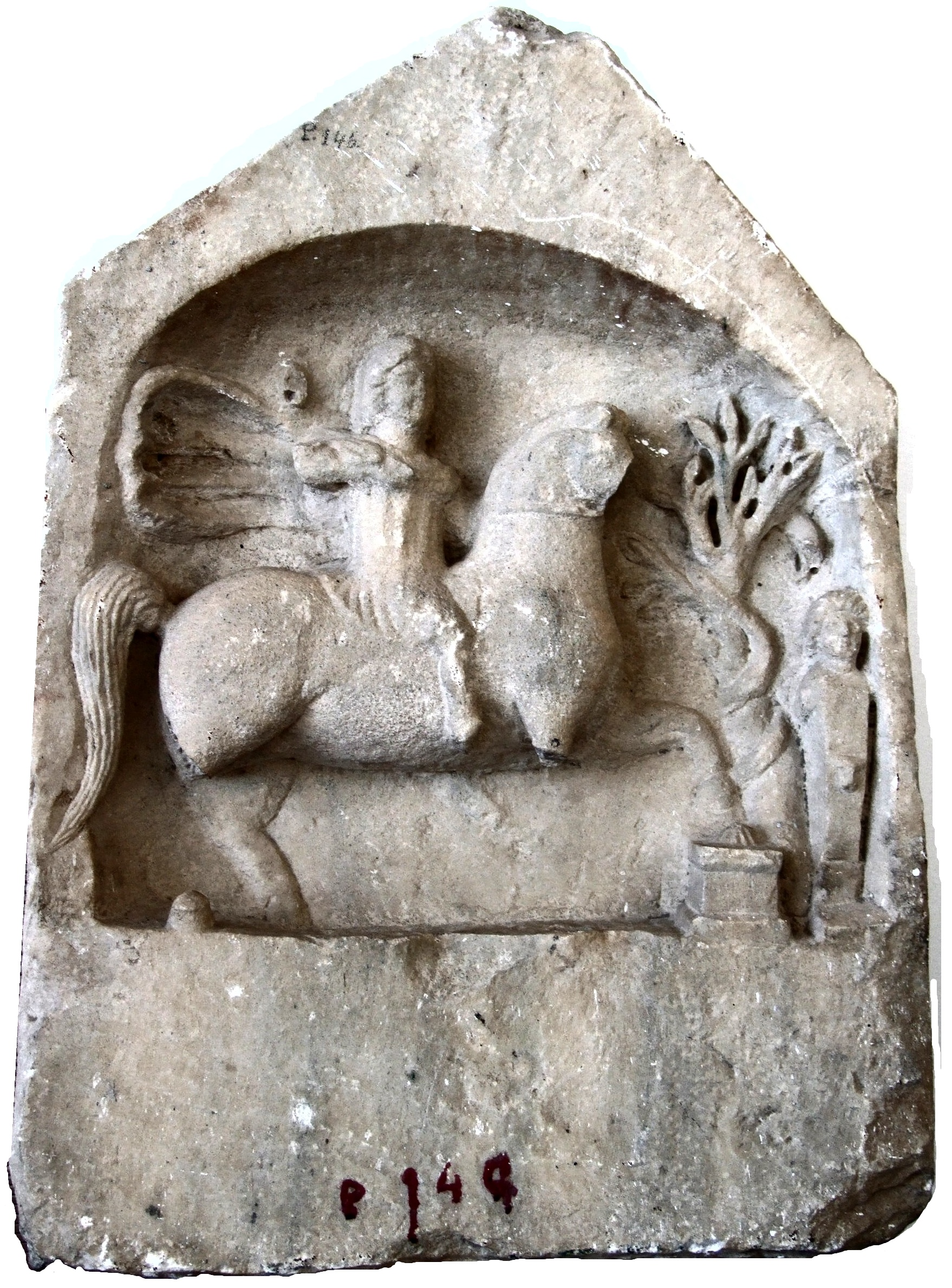
Rilievo che rappresenta il cavaliere trace (con un altare sormontato da un albero e da una figura femminile). Museo d'Histria (Romania)

I monumenti esistenti sono essenzialmente di due tipi: a) i rilievi votivi, ritrovati generalmente in gran copia negli avanzi dei santuari privi di impianti notevoli; b) i rilievi funerari, che rappresentano il morto eroizzato sotto le sembianze del cavaliere trace. La diversa destinazione non muta assolutamente il modo di trattare il soggetto. Vi sono pochissime statuette e statue, perché la rappresentazione del motivo si realizza più facilmente in rilievo che a tutto tondo. I rilievi sono di piccole dimensioni, non più di 50 cm di altezza, riprendendo le forme di stele tipiche della Tracia, della Mesia e della Dacia, cioè con la base più larga della cima, col bordo superiore ad arco. Nelle regioni ove si è fatta sentire più forte l'influenza ellenica, il rilievo è talvolta inquadrato in una cornice architettonica.
Il cavaliere trace è rappresentato in scene di caccia o semplicemente in movimento. Nelle scene più complesse, il cavaliere può essere rappresentato girato verso un altare sul quale si erge un albero circondato da un serpente. Vicino all'altare si trovano talvolta una o più donne se non addirittura uno o più animali offerti in sacrificio. Talvolta, il cavaliere è accompagnato da un cane o da un personaggio ausiliario. Anche la lancia e la preda sono spesso attributi del cavaliere trace. Il ritratto del re a cavallo o del cavaliere divino figura su ornamenti di finimenti, ad esempio nei tesori traci del IV secolo a.C. scoperti nella regione di Loveč, a Letnica, o a Lukovit o ancora su vasi o anelli. La maggior parte di questi oggetti sono in meatlli preziosi e sono legati alla dominazione reali o ai culti misterici traci.
La rappresentazione del cavaliere trace era già stata trovata su diversi oggetti archeologici anteriori all'epoca romana, ma queste rappresentazioni di una divinità a cavallo non presentano ancora una tipologia precisa. Sul piano iconografico, si distinguono due tipi di cavaliere trace: nel primo, il cavaliere è seduto tranquillamente e tiene in generale una patera (coppa per bere) nella sua mano destra, nel secondo, è rappresentato un cacciatore a cavallo.
La rappresentazione del cavaliere trace è evoluta ed è sopravvissuta nell'arte cristiana: san Demetrio di Tessalonica, san Giorgio e san Mena sono rappresentati sotto forma di guerrieri a cavallo. Le icone raffiguranti san Giorgio e san Demetrio sono particolarmente popolari, ancora oggi, nei paesi di tradizione cristiana ortodossa.
Su alcune lastre votive che rappresentano il cavaliere trace trovate nella regione della Dobrugia si trova anche una figura femminile considerata da certi interpreti come un riferimento al culto di Cibele e di Attis, divinità originarie dell'Asia Minore. Due rilievi trovati a Costanza (Romania) (l'antica Tomis o Tomi dei Greci), rappresentato Cibele troneggiante tra due leoni a destra del cavaliere. Il popolo frigio, che viveva in Asia Minore, sembra aver avuto legami di parentela con i Traci, nella misura in cui movimenti migratori avevano avuto luogo nel I e II millennio prima della nostra era dallo spazio traco-macedone verso l'Asia Minore. Ciò potrebbe spiegare perché la dea Cibele fosse conosciuta anche dai popoli balcanici come i Traci. La comunità cultuale che lega il cavaliere trace e la dea dell'Asia Minore è in effetti confermata da un'iscrizione votiva greca del II secolo trovata sull'isola tracia di Taso, dedicata all'eroe trace, a Cibele e alla Dea Siria. La Dea Siria (Derceto), alla quale Luciano di Samosata consacrò uno scritto, era ugualmente onorata nella Tracia interna.
Infine, l'Apollo-Kendrisos trace, che risultava da una fusione sincretica tra l'Apollo greco e il dio trace Kendrisos, era il dio principale della città di Filippoli (oggi Plovdiv) ed era ugualmente rappresentato sotto forma di cavaliere trace.

## Diffusione

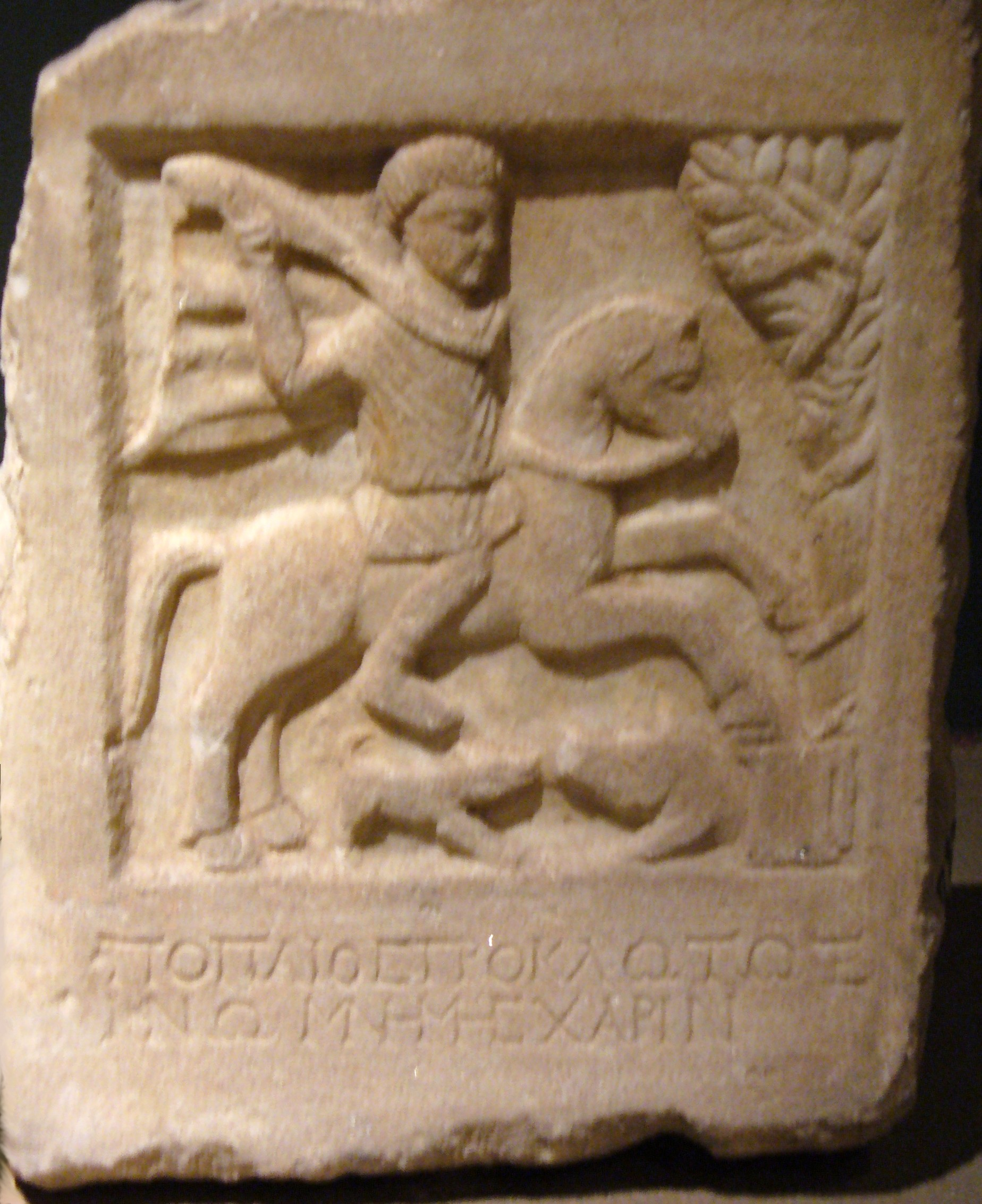
Cavaliere trace nel Museo archeologico di Istanbul

In Tracia, regione della parte orientale della penisola balcanica, la rappresentazione del cavaliere trace si trova spesso su oggetti che rientrano nel campo della toreutica (lavoro in rilievo sui metalli) e della glittica (scultura su pietra). Ma nell'antica regione della Macedonia (oggi divisa tra Grecia, Serbia orientale, Macedonia del Nord, Bulgaria), si trovano ugualmente oggetti di questo tipo, come pure nelle città greche del Ponto Eusino come Apollonia Pontica (oggi Sozopol), Mesembria (oggi Nesebăr) od Odessos (oggi Varna).
Ad ovest di questa regione, il numero di oggetti trovati diminuisce rapidamente. In Dacia (oggi in territorio romeno), se ne trova solo un numero relativamente esiguo. Esempi sporadici di cavaliere trace trovati in altre regioni sono verosimilmente spiegabili con il fatto che soldati romani di origine trace dovettero esservi stazionati.
I rilievi votivi e funerari più antichi rappresentanti il cavaliere trace videro la luce sulla costa occidentale del Mar Nero e sul litorale settentrionale del Mar Egeo. Furono realizzati al più tardi nell'epoca preellenistica. In cambio, i primi rilievi di pietra dedicati al cavaliere trace non apparvero all'interno delle terre che verso la metà del II secolo.
L'ellenizzazione crescente condusse alla realizzazione su grande scala di rilievi e di altari votivi e di statuette votive scolpite nella pietra, e queste dediche appartenevano anche agli strati medi e inferiori delle città, nonché dei contadini e dei soldati. Le invasioni barbariche che cominciarono nei Balcani verso la metà del III secolo misero fine a questa attività.
A Karasura (sito romano vicino al villaggio di Rupkite a est di Plovdiv, sulla Via Militaris), un gran numero di rilievi raffiguranti il cavaliere trace furono scoperti nel 1981. Sul sito del castellum di Iatrus (vicino al Danubio, a est di Svištov), si è trovato un rilievo che rappresenta il cavaliere trace, al quale delle iscrizioni accordano un attributo del dio greco Apollo.

## Iconografia ed epigrafia

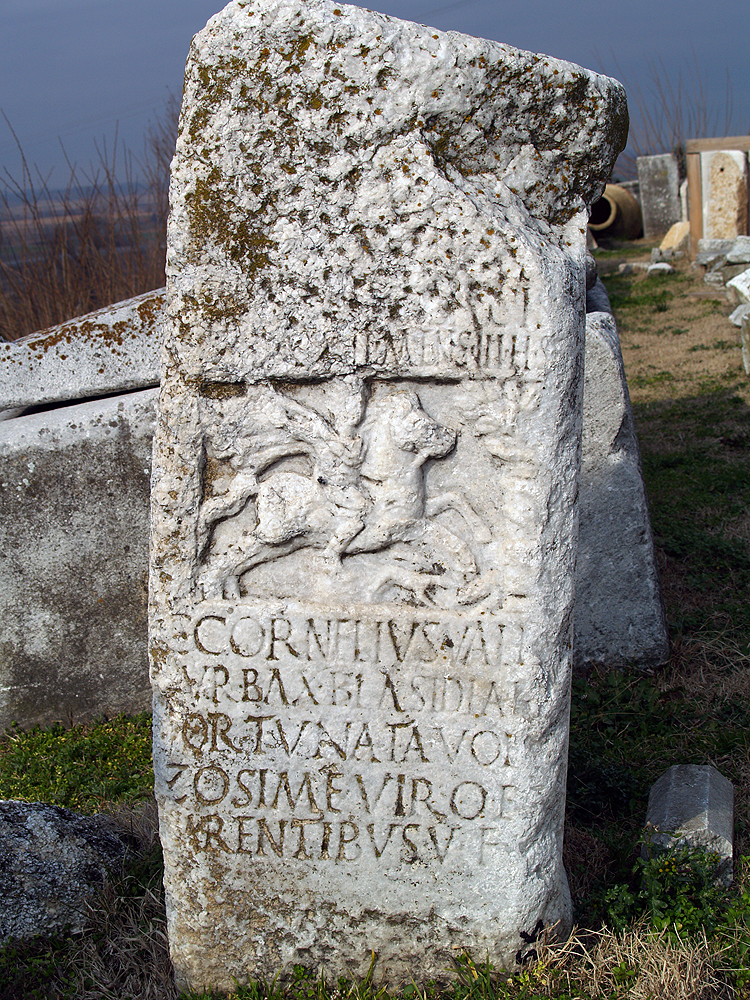
Stele raffigurante il cavaliere trace a Filippi (assortita di iscrizioni latine)

Si conoscono poche cose della mitologia dei Balcani preistorici. È certo ciononostante che le divinità traci fossero già venerate nei luoghi di culto della Tracia prima dell'epoca romana, e che sono stati più tardi identificati con dei greci o addirittura romani dalle funzioni analoghe (interpretatio graeca e interpretatio romana).
Ulteriormente, nell'epoca romana, il culto del cavaliere trace si diffuse pressoché in tutti i Balcani antichi: Tracia, Mesia e Scizia Minore. Il cavaliere trace è qualificato anche come «eroe trace» e spesso denominato con l'espressione latina heros equitans. Ciò si manifesta con il fatto che ad Odessos (oggi Varna), l'eroe era denominato «Karabazamos». Karabazamos è un dio ctonio abitualmente rappresentato su statuette funerarie come cavaliere che uccide una belva con una lancia.
Sui rilievi votivi, il cavaliere rappresenta lo stesso dio trace, mentre sulle stele funerarie rappresenta il defunto eroizzato assimilato alla divinità.
I modelli utilizzati dal cavaliere trace sono i rilievi greci raffiguranti degli eroi. Nelle iscrizioni, il cavaliere è talvolta qualificato anche come eroe. Il culto greco degli eroi presentava delle similitudini dirette con quello del cavaliere trace.
Certi oggetti trovati portano iscrizioni che qualificano il cavaliere come «dio» o «signore». Spesso, il termine di «eroe» è completato anche da un nome di dio greco o romano.
Ciononostante, malgrado il fatto che il suo culto si sia molto diffuso nello spazio trace e che la sua rappresentazione sia stata relativamente omogenea, il cavaliere non costituisce un dio universale nel senso del monoteismo. Inoltre, il cavaliere o eroe trace ha visto la luce nei Balcani orientali, e non è legato a influenze orientali.
La dea della caccia Artemide (Diana nella mitologia romana), rappresentata a cavallo di una cerva, faceva ugualmente parte dell'universo religioso dei Traci, nonché il dio della vigna Dioniso ed Ermes, rappresentato a cavallo di un ariete.
Il cavaliere danubiano (dio equestre danubiano), che si trova soprattutto in Dacia,  è stata elaborata dal cavaliere trace. Il suo attributo più importante è un pesce. Il cavaliere trace e il cavaliere danubiano che costituiscono le due manifestazioni del culto del cavaliere nell'Europa del sud-est.

## Cavaliere di Madara
Una delle rappresentazioni più conosciute in Bulgaria del guerriero a cavallo è il Cavaliere di Madara, rilievo scolpito raffigurante un cavaliere a grandezza naturale (o quasi) che si trova a 23 m di altezza su una rupe alta complessivamente 100 m. Il cavaliere è accompagnato da un cane, e trafigge un leone con la sua lancia. Vicino al rilievo, sono state conservate iscrizioni risalenti ai Proto-bulgari, in lingua greca. Alcuni ricercatori ritengono che il Cavaliere di Madara sia una sorta di eredità della tradizione artistica trace. Altri in compenso stimano che appartenga interamente all'universo protobulgaro, nella misura in cui sul rilievo è raffigurata una staffa, mentre questo utensile era sconosciuto nell'antichità.